# Lindek
Lindek este o localitate din comuna Vojnik, Slovenia, cu o populație de 86 de locuitori.